# Allopachria quadrimaculata
Allopachria quadrimaculata är en skalbaggsart som först beskrevs av Satô 1981.  Allopachria quadrimaculata ingår i släktet Allopachria och familjen dykare. Inga underarter finns listade i Catalogue of Life.